# Chevroches
Chevroches – miejscowość i gmina we Francji, w regionie Burgundia-Franche-Comté, w departamencie Nièvre.
Według danych na rok 1990 gminę zamieszkiwało 116 osób, a gęstość zaludnienia wynosiła 36 osób/km² (wśród 2044 gmin Burgundii Chevroches plasuje się na 794. miejscu pod względem liczby ludności, natomiast pod względem powierzchni na miejscu 1323.).